# Machilus glabrophylla
Machilus glabrophylla är en lagerväxtart som beskrevs av J.F. Zuo. Machilus glabrophylla ingår i släktet Machilus och familjen lagerväxter. Inga underarter finns listade i Catalogue of Life.